# Cléry-le-Grand
Cléry-le-Grand is een gemeente in het Franse departement Meuse (regio Grand Est) en telt 76 inwoners (2009).
De plaats maakt deel uit van het kanton Stenay in het arrondissement Verdun. Tot 1 januari 2015 was het deel van het kanton Dun-sur-Meuse, dat op die dag werd opgeheven.

## Geografie
De oppervlakte van Cléry-le-Grand bedraagt 7,4 km², de bevolkingsdichtheid is dus 10,3 inwoners per km².
De onderstaande kaart toont de ligging van Cléry-le-Grand met de belangrijkste infrastructuur en aangrenzende gemeenten.

## Demografie
Onderstaande figuur toont het verloop van het inwonertal (bron: INSEE-tellingen).